# Janusz Gol
Janusz Krzysztof Gol (Świdnica, 11 novembre 1985) è un calciatore polacco, centrocampista svincolato.

## Caratteristiche tecniche
È un centrocampista centrale.

## Carriera

### Club
Il 10 luglio 2021 viene acquistato a titolo definitivo dal Górnik Łęczna, club militante in massima serie polacca.

### Nazionale
Tra il 2010 ed il 2012 ha giocato complessivamente 8 partite con la nazionale polacca.

## Statistiche

### Cronologia presenze e reti in nazionale
| Cronologia completa delle presenze e delle reti in nazionale ― Polonia | Cronologia completa delle presenze e delle reti in nazionale ― Polonia | Cronologia completa delle presenze e delle reti in nazionale ― Polonia | Cronologia completa delle presenze e delle reti in nazionale ― Polonia | Cronologia completa delle presenze e delle reti in nazionale ― Polonia | Cronologia completa delle presenze e delle reti in nazionale ― Polonia | Cronologia completa delle presenze e delle reti in nazionale ― Polonia | Cronologia completa delle presenze e delle reti in nazionale ― Polonia |
| Data                                                                   | Città                                                                  | In casa                                                                | Risultato                                                              | Ospiti                                                                 | Competizione                                                           | Reti                                                                   | Note                                                                   |
| ---------------------------------------------------------------------- | ---------------------------------------------------------------------- | ---------------------------------------------------------------------- | ---------------------------------------------------------------------- | ---------------------------------------------------------------------- | ---------------------------------------------------------------------- | ---------------------------------------------------------------------- | ---------------------------------------------------------------------- |
| 20-1-2010                                                              | Nakhon Ratchasima                                                      | Thailandia                                                             | 1 – 3                                                                  | Polonia                                                                | King's Cup 2010                                                        | -                                                                      | 83’                                                                    |
| 23-1-2010                                                              | Nakhon Ratchasima                                                      | Polonia                                                                | 6 – 1                                                                  | Singapore                                                              | King's Cup 2010                                                        | -                                                                      | 46’                                                                    |
| 6-2-2011                                                               | Vila Real de Santo António                                             | Polonia                                                                | 1 – 0                                                                  | Moldavia                                                               | Amichevole                                                             | -                                                                      |                                                                        |
| 9-2-2011                                                               | Faro                                                                   | Polonia                                                                | 1 – 0                                                                  | Norvegia                                                               | Amichevole                                                             | -                                                                      | 90’                                                                    |
| 2-9-2011                                                               | Varsavia                                                               | Polonia                                                                | 1 – 1                                                                  | Messico                                                                | Amichevole                                                             | -                                                                      | 92’                                                                    |
| 11-10-2011                                                             | Wiesbaden                                                              | Polonia                                                                | 2 – 0                                                                  | Bielorussia                                                            | Amichevole                                                             | -                                                                      | 88’                                                                    |
| 15-11-2011                                                             | Ostrowiec Świętokrzyski                                                | Polonia                                                                | 2 – 1                                                                  | Ungheria                                                               | Amichevole                                                             | -                                                                      | 84’                                                                    |
| 15-8-2012                                                              | Tallinn                                                                | Estonia                                                                | 1 – 0                                                                  | Polonia                                                                | Amichevole                                                             | -                                                                      | 68’                                                                    |
| Totale                                                                 |                                                                        | Presenze                                                               | 8                                                                      |                                                                        | Reti                                                                   | 0                                                                      |                                                                        |

## Palmarès

### Club

#### Competizioni nazionali
- Coppa di Polonia: 1

KS Cracovia: 2019-2020